# おかげ様ブラザーズ
おかげ様ブラザーズ（おかげさまブラザーズ）は1982年に結成された関西を拠点に活動するコミックバンド。1986年にメジャー・デビュー。

## メンバー
- きんた・ミーノ  - ボーカル
- スマイリーつかさ - ギター
- 金子鉄心 - サックス
- ブラッキー岡部 - ドラムス
- 福井ビン - ベース
- ストロング金城 - キーボード
- TOY森松 - パーカッション（2007年～） ※以前は「B#」というポップスバンドで活動した。

## 元メンバー
- トミー・とおる - ボーカル [1]
- デーク・嶋田 - ベース
- ブレッド・山崎- ベース

## 概要
1982年、花園大学の学生を中心に「トミーとミーノ&かねてつおかげ様ブラザーズ」として結成された。
1986年、テイチクレコード/Continentalレーベルからのメジャー・デビューを機に「おかげ様ブラザーズ」と名称を短縮。シングル「すもうとりゃ裸で風邪ひかん!」で同年11月21日、レコード・デビューした。
1989年、当時読売テレビのアナウンサーであった辛坊治郎と森たけしに阪神タイガースの応援歌「負ける気せんね」「ハイハイ敗!!」をきんたが提供、メンバーが演奏。シングルとしてビクター音楽産業から発売された。
1996年12月、活動休止。
2007年、10年ぶりに活動を再開。
2017年、ブラッキー岡部が急逝、享年53歳。再び活動休止状態となる。
2020年8月25日、きんた・ミーノ急逝、享年59歳。

## エピソード
- 「すもうとりゃ裸で風邪ひかん!」はNHKで放送禁止の扱いを受けている。
- 米米CLUBの石井竜也が無名の頃、憧れのミュージシャンとしておかげ様ブラザーズを挙げていた。その理由は、メジャー・デビュー前の石井がライブハウス・京都ビッグバンでライブを行う際、チケットが売れる見込みが薄かったことから、当時ある程度客の入りが見込めたおかげ様ブラザーズに前座を務めて欲しいと急遽申し入れ、それを快諾したことに対する恩義がある為だと思われる[3]。
- 漫才コンビ、X-GUNのコンビ名は、おかげ様ブラザーズのアルバム名が由来。
- 1996年12月の活動停止は、コミックバンドとしてのコンセプトを逸脱した活動に、自力でないながらも手を染めざるを得ない状況に陥ってしまったこと。
- 逆に2007年の活動再開は、改めてコミックバンドとしてしっかりと活動したいという気持ちが芽生えたこと[3]。
- 2007年現在、悩みはギターのスマイリーつかさが多忙でなかなかメンバー全員の時間が合わないこと[3]。

## 出演番組
- おかげ様ブラザーズのフォーラス フォーラス（ラジオ関西）
- 輝け!ロック爆笑族シリーズ（フジテレビ）- バンドとしてはVTR出演。きんたミーノは第2回でスタジオMCを担当。

## ディスコグラフィー

### アルバム
1. ばつぐん（X-GUN）（1987年6月21日、テイチク。1995年11月22日に再発）
2. FOUR OF A KIND（1988年、テイチク。LP規格のみ発売のミニ・アルバム）
3. おかげ様ブラザーズ（1988年8月21日、テイチク。1995年11月22日に再発）
4. 十三でゴー（1992年2月6日、劇団そとばこまち）
5. LIVE（1993年2月28日、インディーズ）
6. モリノヒト～混沌の森に棲む人よ～（1995年9月25日、徳間ジャパン）
7. らんちゅう（2007年11月28日、インディーズ、XQBA-1203）
8. おかげ様ブラザーズ ゴールデン☆ベスト（2012年11月21日、テイチク）

### シングル
1. どうせ私は肥満体（インディーズ）
2. すもうとりゃ裸で風邪ひかん!（1986年11月21日、テイチク）
3. SAMPLE（1993年1月31日、インディーズ）
4. Birthday～バースデー～（1995年8月25日、徳間ジャパン）
5. トルソーの庭園（1996年5月22日、徳間ジャパン）

### 提供楽曲
- 負ける気せんね（1989年3月21日、ビクター音楽産業、歌：辛坊治郎&森たけし）